# Brahmadajtja
Brahmadajtja – w hinduizmie duch rodzaju męskiego. Brahmadajtja „powstać” może po śmierci hindusa z dźati (kasty) braminów, jeśli mężczyzna taki zmarł będąc jeszcze kawalerem. Będąc bezdzietnym nie posiadał potomka, który jest niezbędny dla rytualnej pomocy w pośmiertnej drodze ducha do stania się mieszkańcem krainy przodków zwanej pitryloka.